# 8133 Takanochoei
8133 Takanochoei è un asteroide della fascia principale. Scoperto nel 1977, presenta un'orbita caratterizzata da un semiasse maggiore pari a 3,1490982 UA e da un'eccentricità di 0,1540672, inclinata di 2,31536° rispetto all'eclittica.